# 室戸岬灯台
室戸岬灯台（むろとざきとうだい）は、高知県室戸市室戸岬町の室戸岬付近の高台に立つ白亜の鉄造灯台。周辺は、室戸阿南海岸国定公園に指定され、太平洋を望む風光明媚の地。実効光度160万カンデラ、光達距離26.5海里（約49km）は日本一。また、日本に5箇所しかない直径2.6メートルの第一等フレネル式レンズを備えた第1等灯台でもある。更には、日本の灯台50選の一つ、その歴史的価値から海上保安庁によってAランクの保存灯台にも指定されている。

## 歴史
- 1899年（明治32年）に初点灯された。鉄製で白一色に塗装され、現在も原形を保っている。当初は石油ランプであった。
- 1917年（大正6年）に電化された。
- 1934年（昭和9年）9月21日、室戸台風の暴風雨により灯台レンズが損傷して機能停止[3]。修理が行われた。
- 1945年（昭和20年）3月、太平洋戦争末期、アメリカ軍空母機動部隊が室戸岬沖80キロに接近。アメリカ軍の艦載機による機銃掃射を受け、灯台レンズが破損する。（現在でも灯台には4つの弾痕が刻み込まれている）
- 1953年（昭和28年）10月、日本で初めて電動駆動装置（回転機械制御用の電動駆動機器）の採用。
- 2016年（平成28年）3月、室戸岬灯台併設の「室戸岬ディファレンシャルGPS局」から提供されていたDGPSのメッセージ式気象通報および中波による船舶気象通報を廃止。[4]
- 2019年（平成31年）3月、ディファレンシャルGPS局を廃止[5]。

- 年に一度11月の最初の土曜日（2022年は第43回で11月5日に催行）に「灯台まつり」として、セレモニーの後に灯台の内部と附属設備の公開とバザーをしている。また、灯台の北側に隣接する最御崎寺ではその日に合わせて年に一度の宝物館の公開をしている。

## 灯台データ
- 明治32年（1899年）4月1日設置点灯。現役の鉄造としては日本で2番目。(佐渡島の姫埼灯台が明治29年で一番）[6]
- 高知県内の灯台では3番目。（明治16年の桂浜の高知灯台、明治17年の甲浦灯台に次ぐ）
- 日本一：レンズの大きさ高さ2.5m、焦点距離は92cm、光達距離は26.5海里（約49ｋｍ）
- 灯室：閃白光、毎10秒に閃光。光度:160万カンデラ
- 構造物：高さ15.4m、水面から灯火までの高さ154.7m
- 建設資材は帆舟で月見が浜に陸揚げされ当地までレールを敷設し蒸気釜で運び上げられた。建設費は当時の金額で18282円60銭9厘といわれている。

## 付属施設
- 無線方位信号所（中波標識局、レーマークビーコン）
- ディファレンシャルGPS局（廃止）
- 船舶気象通報（灯台放送）送信設備（廃止）

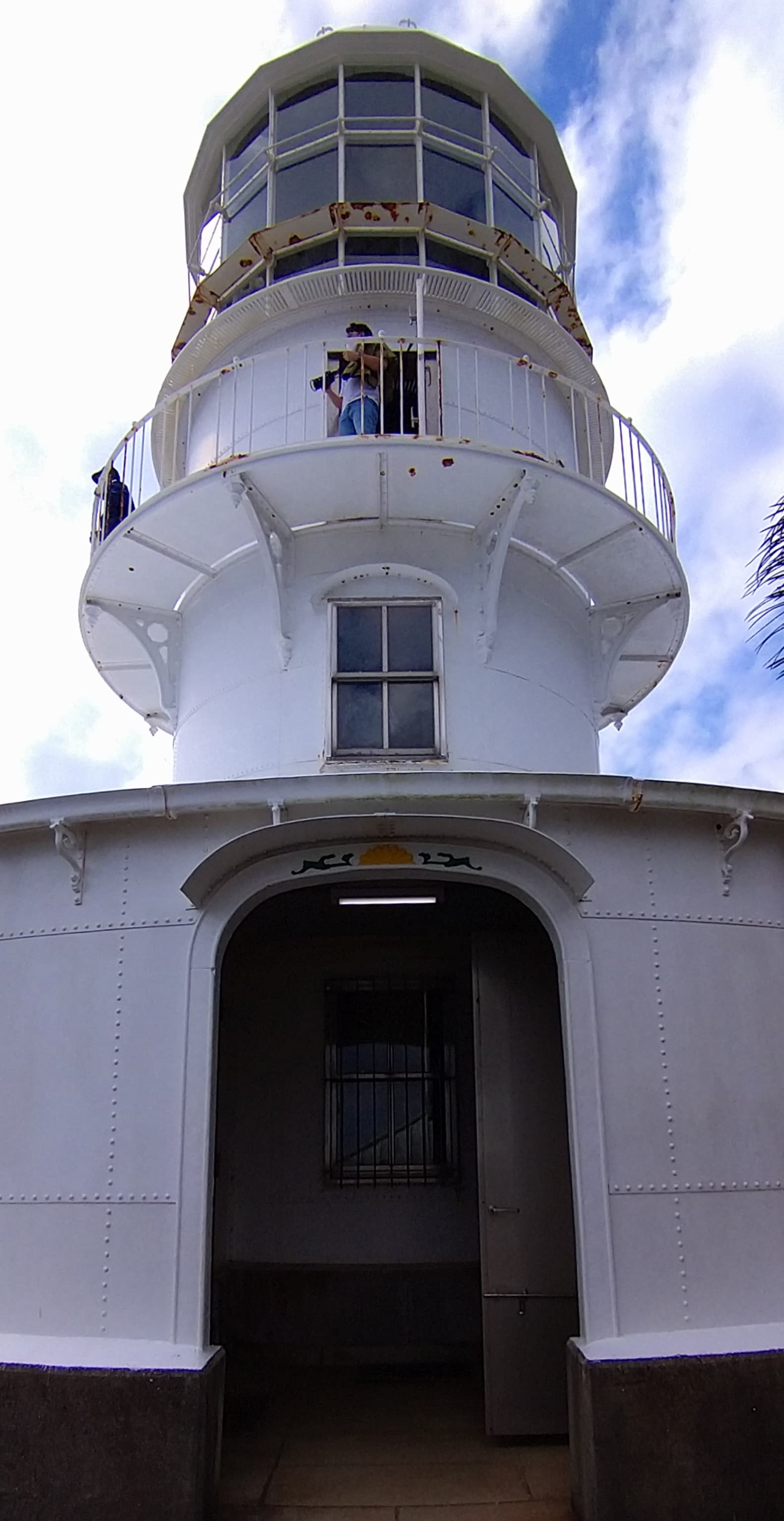
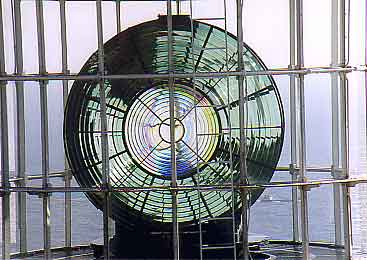
レンズを正面外から
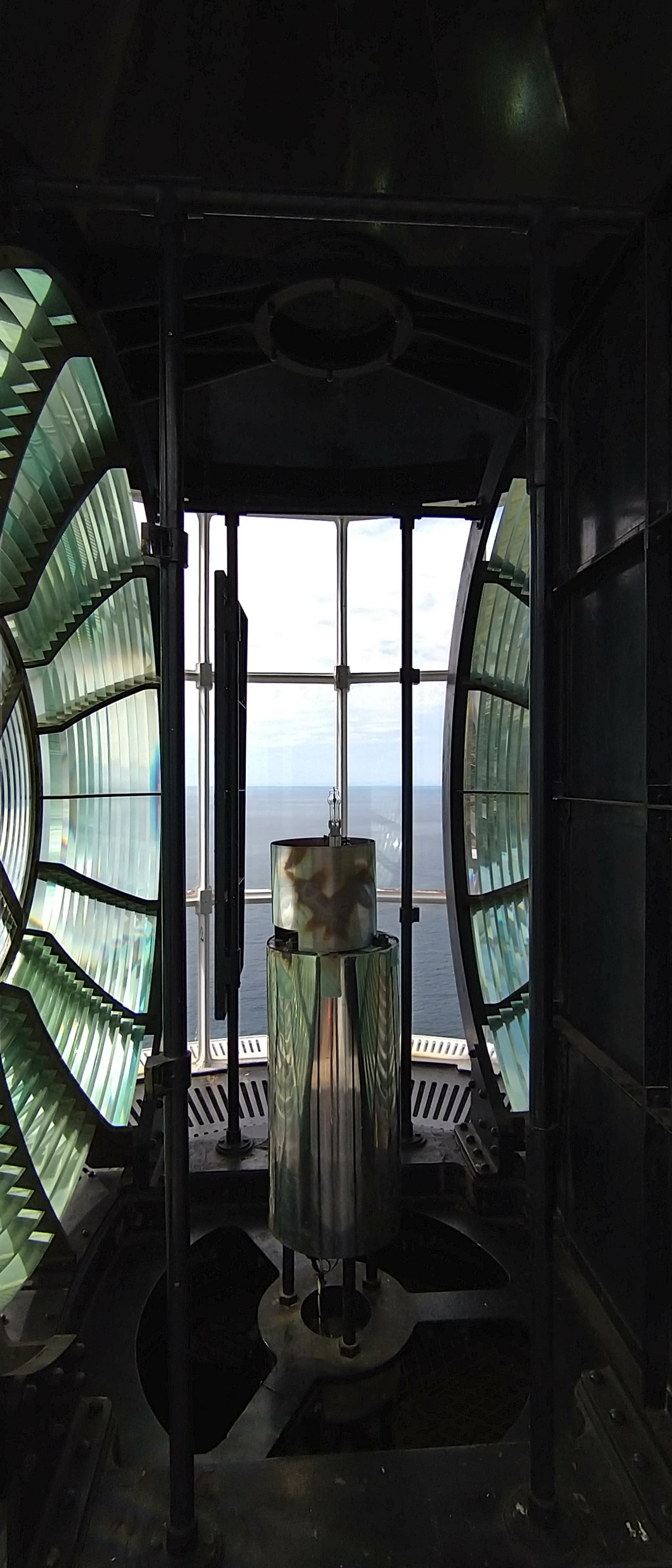
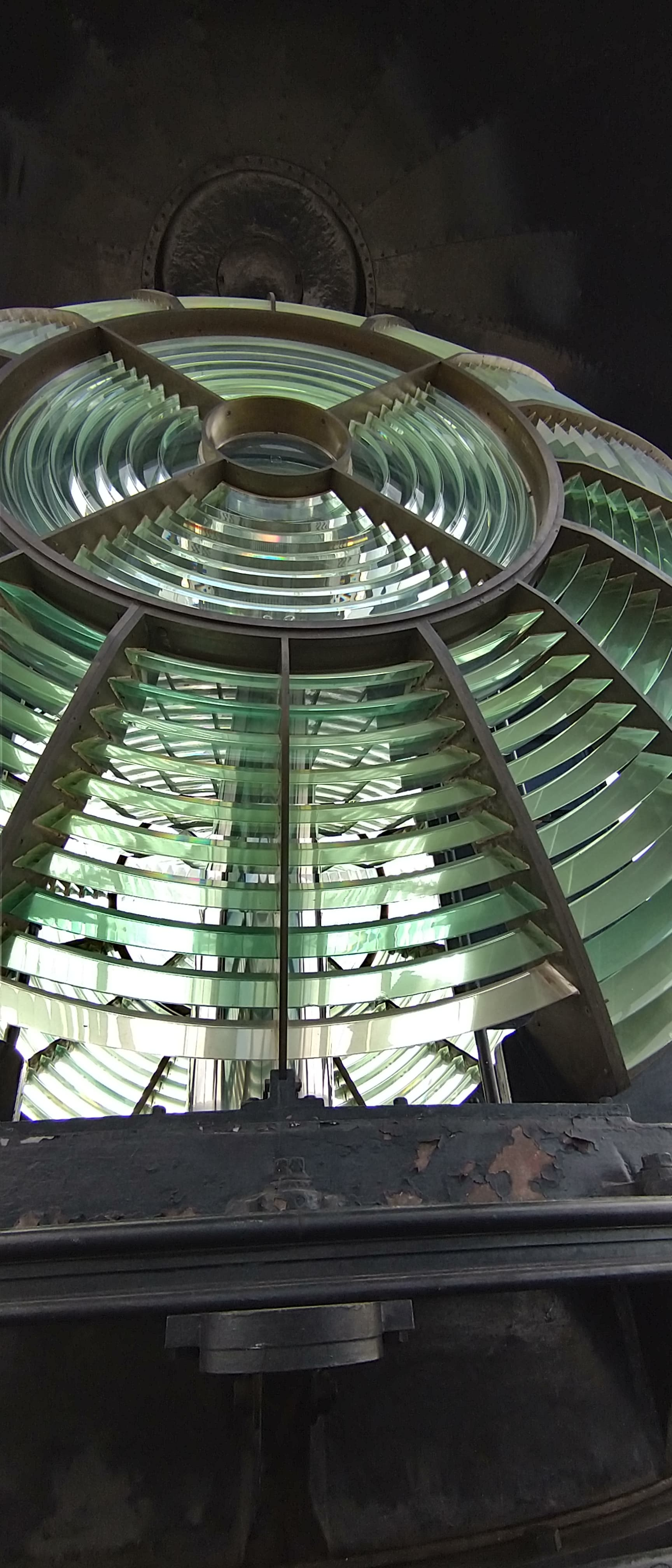
レンズを下から
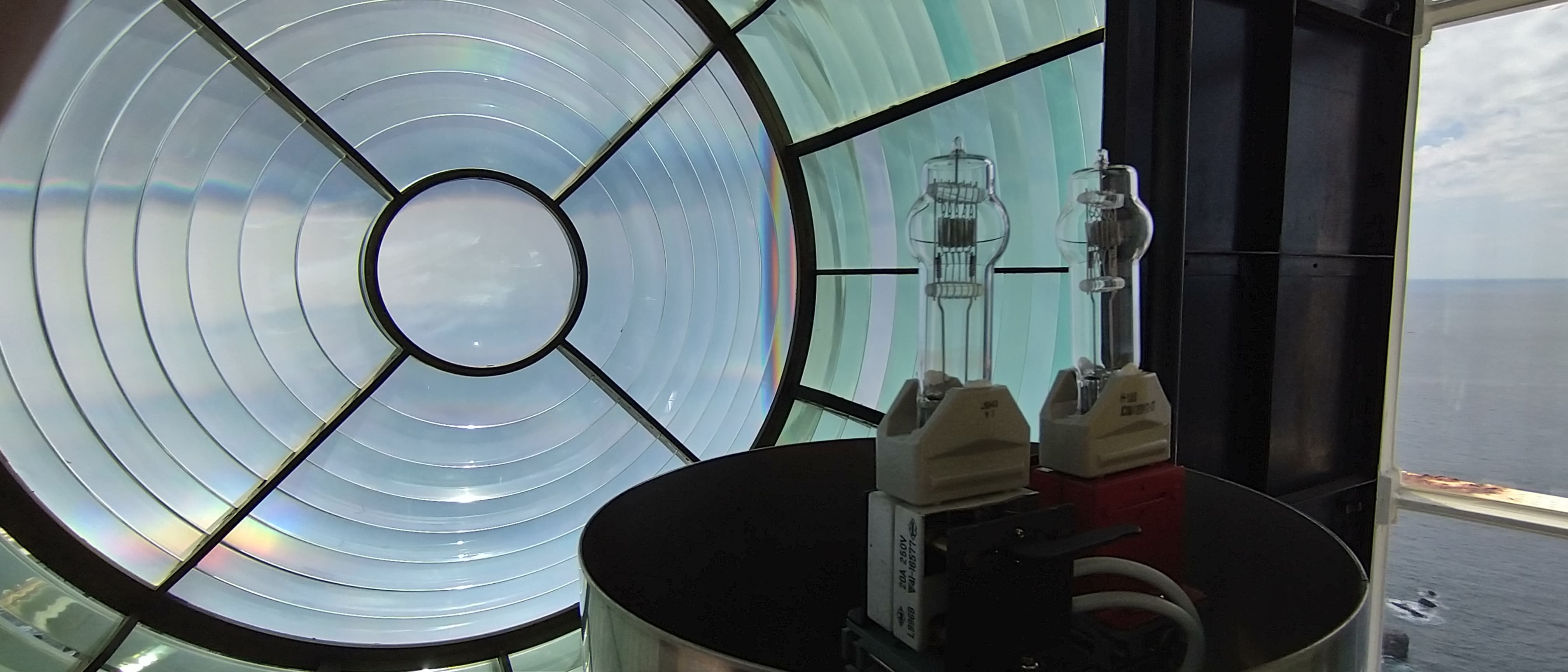
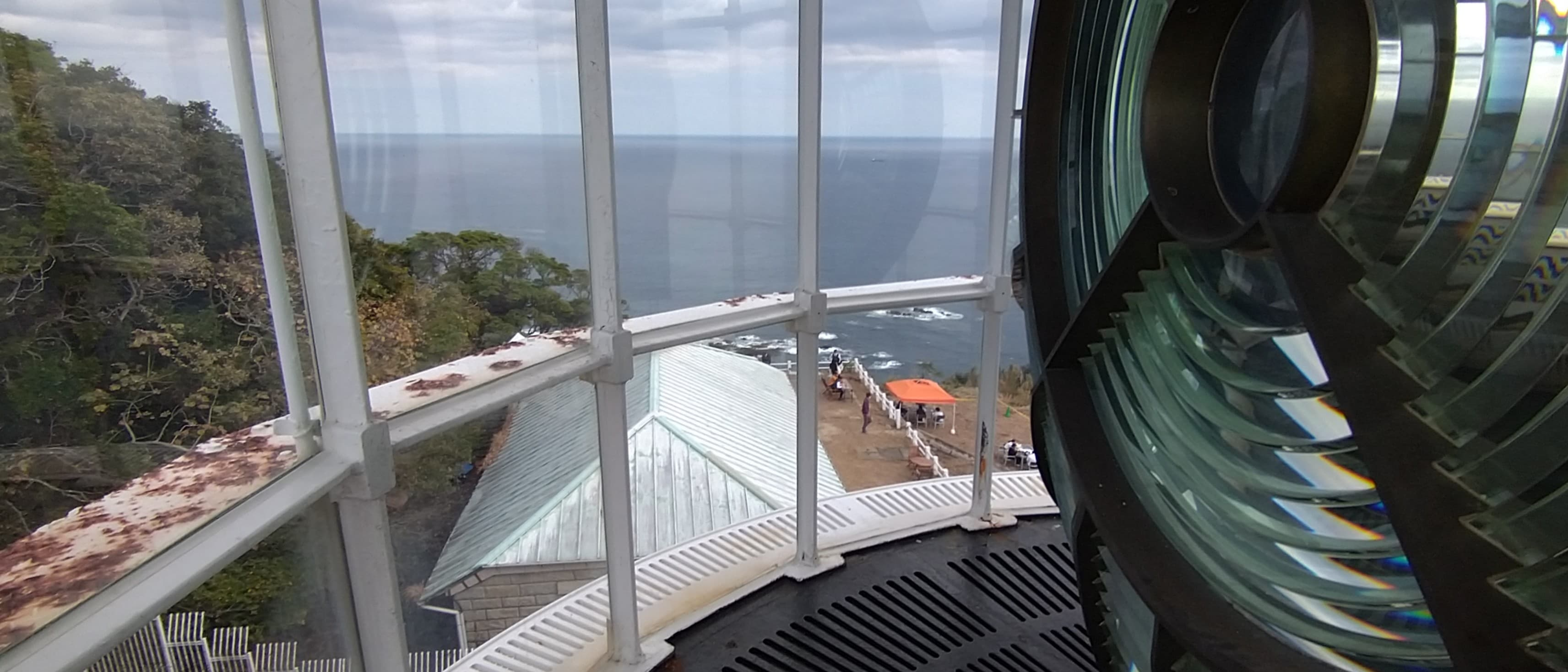
4F（最上階）
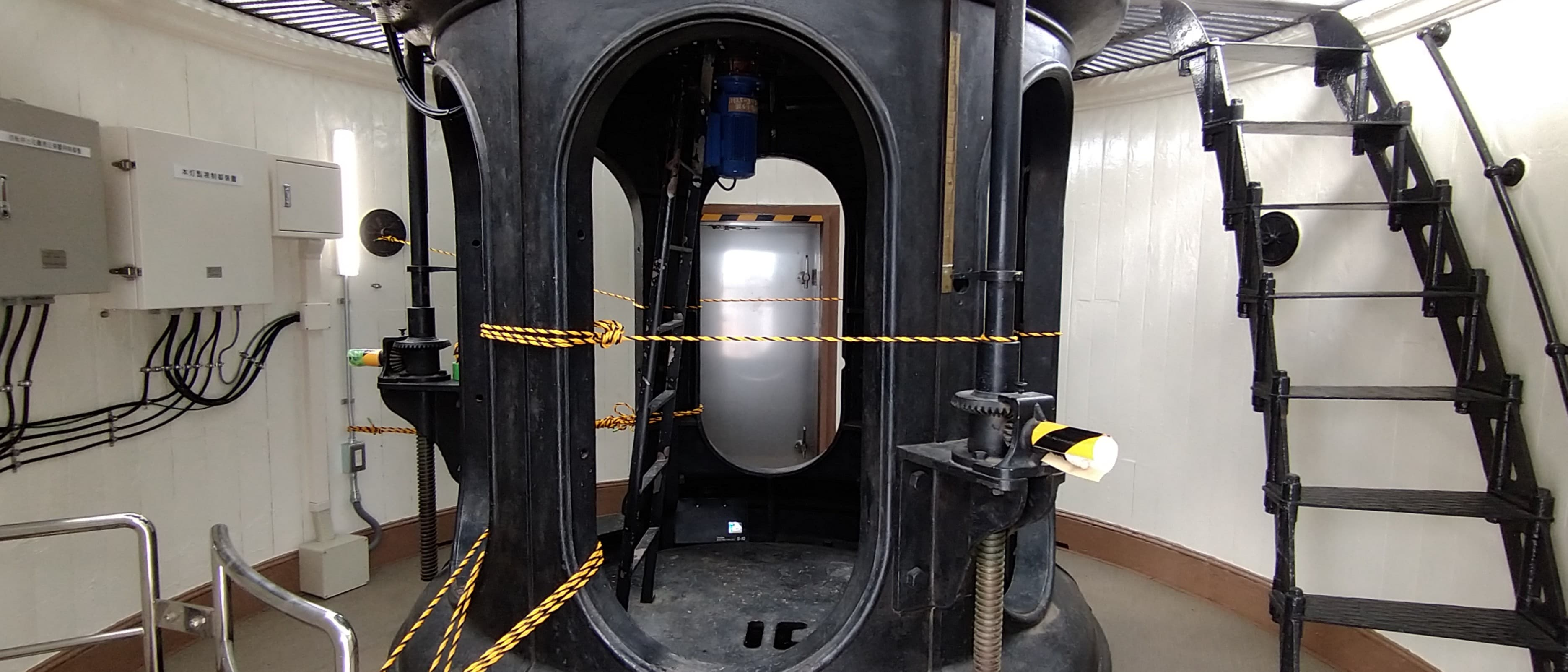
3F
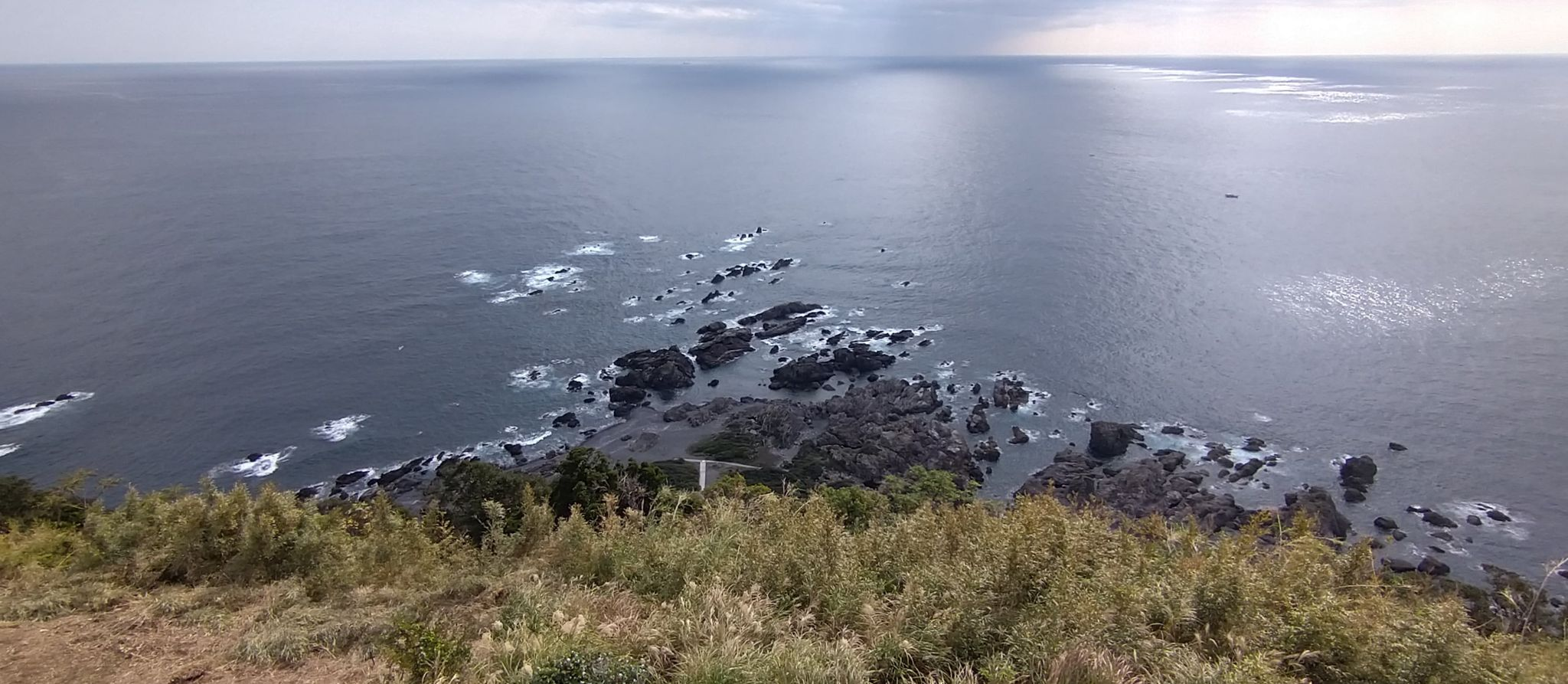
3Ｆテラスより
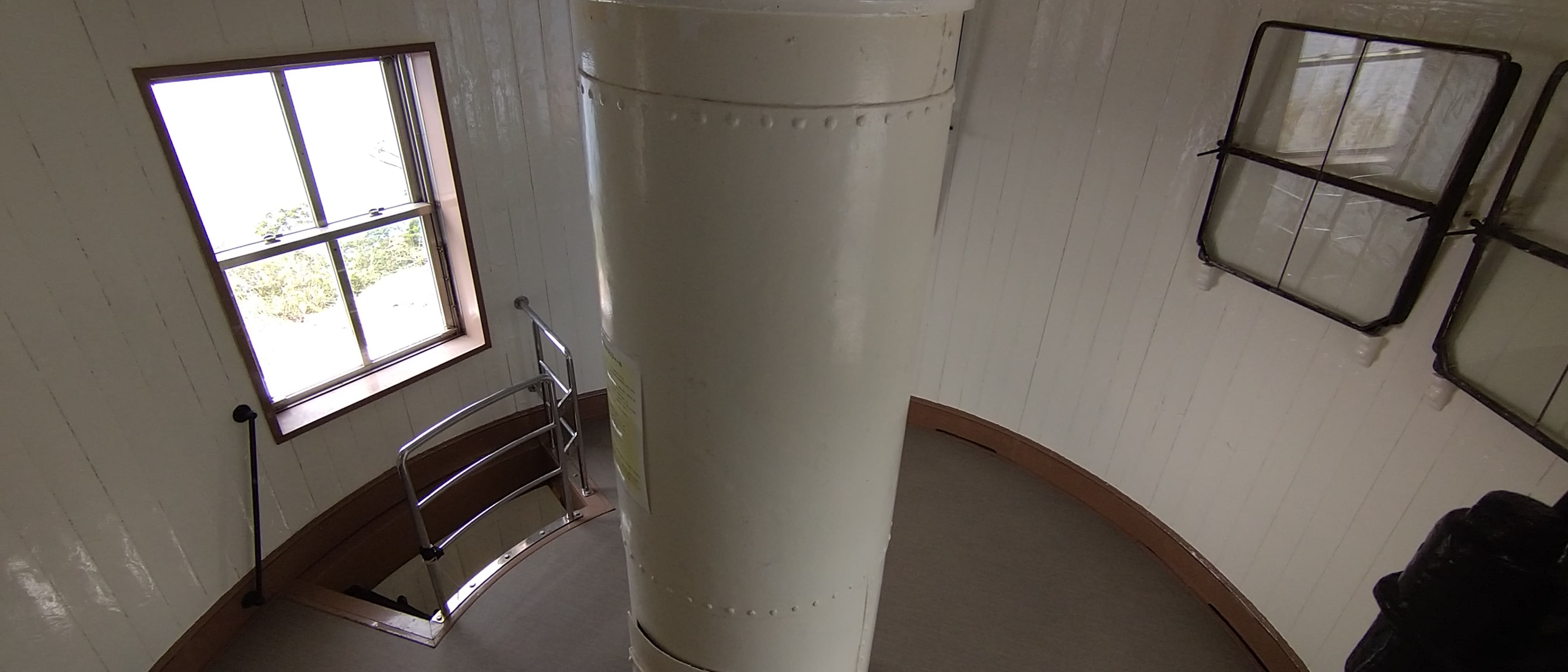
2F
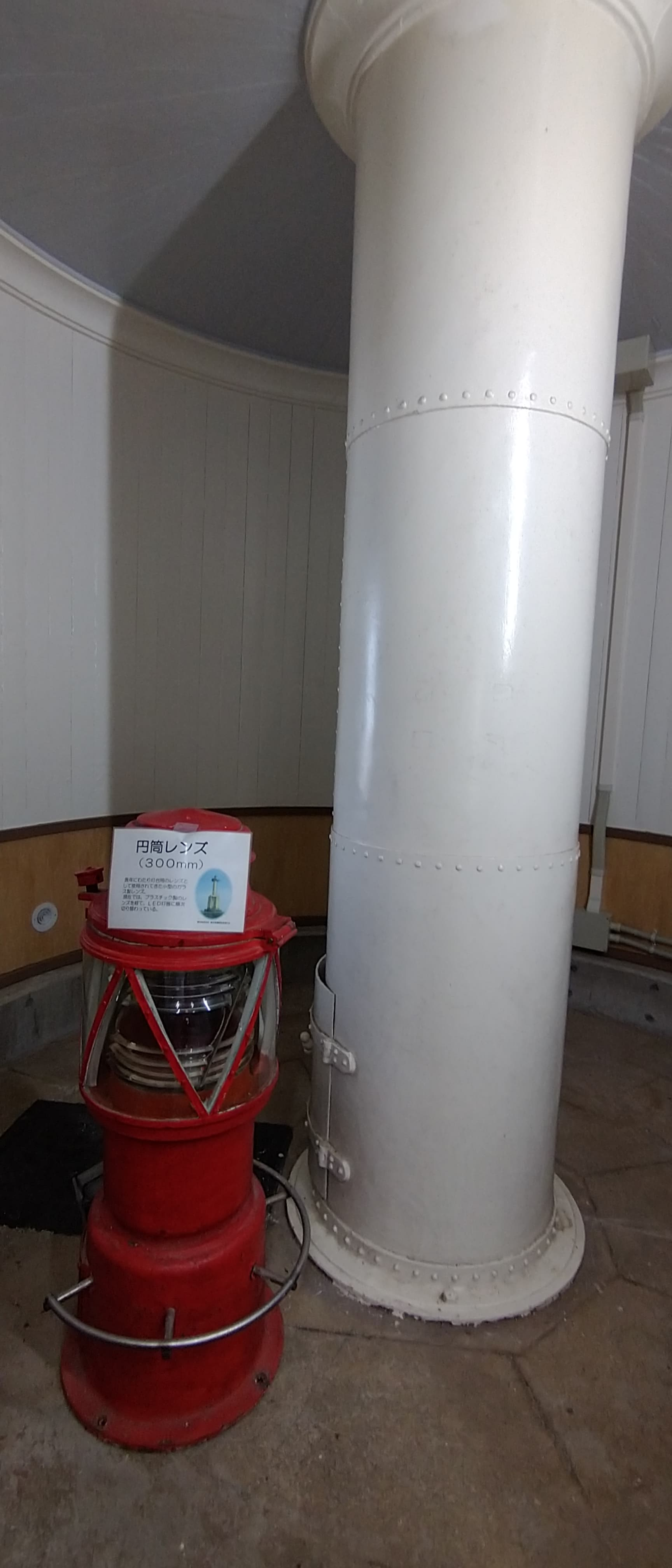
1F
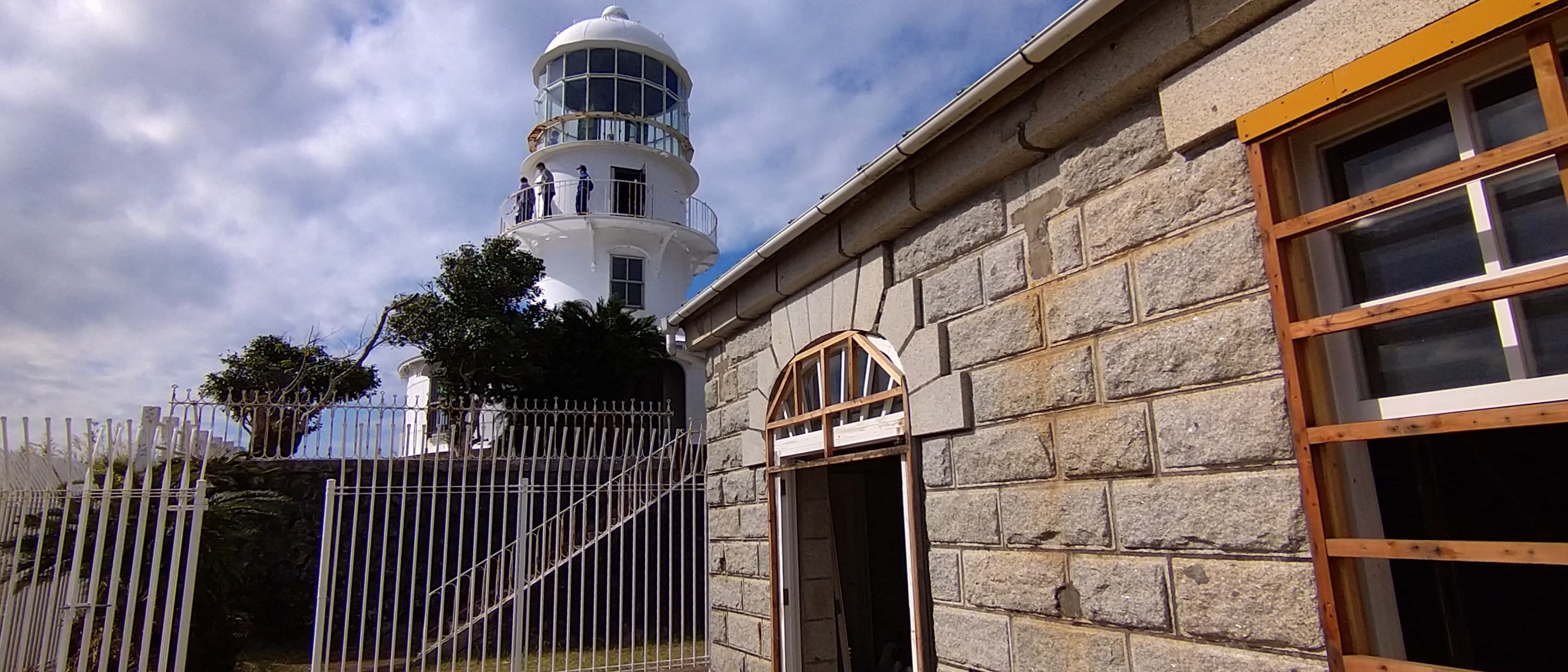
壇下

## 交通
土佐くろしお鉄道阿佐線（ごめん・なはり線）奈半利駅から高知東部交通室戸世界ジオパークセンター行きで約58分、スカイライン入口下車後徒歩20分（最御崎寺参道、山門を過ぎてさらに奥に直進約100m）

## 周辺情報
- 最御崎寺
- 室戸岬
- 中岡慎太郎像